# Minas Novas
Minas Novas là một đô thị thuộc bang Minas Gerais, Brasil. Đô thị này có diện tích 1810,772 km², dân số năm 2007 là 30578 người, mật độ 17,4 người/km².